# Slag bij Ivy Mountain
De Slag bij Ivy Mountain vond plaats op 8 november en 9 november 1861 in Floyd County, Kentucky tijdens de Amerikaanse Burgeroorlog. Deze slag staat ook bekend als de Slag bij Ivy Creek of de Slag bij Ivy Narrows. Deze slag was een Noordelijke overwinning tijdens de operaties in Oostelijk Kentucky.
Terwijl de Zuidelijken onder leiding van kolonel John Stuart Williams soldaten rekruteerden in het zuidoosten van Kentucky, hadden ze geen munitie meer toen ze in de omgeving van waren van Prestonburg. Daarop besliste Williams om zich terug te trekken naar Pikeville om zijn voorraden aan te vullen. De Noordelijke brigadegeneraal William Bull Nelson zag hierin de gedroomde kans om de Zuidelijke eenheden af te snijden van hun bevoorradingspunten. Hij stuurde een detachement vooruit onder leiding van kolonel Joshua W. Sill. Nelson vertrok zelf met de hoofdmacht vanuit Prestonburg. Na het horen van de Noordelijke bewegingen bereidde Williams zich voor om zijn strijdmacht te evacueren naar Virginia. Williams stuurde een cavaleriedetachement uit om Nelson te vertragen bij Pikeville. Na een korte schermutseling kon de Zuidelijke cavalerie ontkomen en zette Nelson zijn opmars verder.
Ten noordoosten van Pikeville, ergens tussen Ivy Mountain en Ivy Creek in de bocht van een weg, had Williams zijn troepen in hinderlaag gelegd. De Noordelijken waren compleet verrast toen de Zuidelijken hun de volle laag gaven. In de vuurgevechten kon geen van beide zijden de bovenhand krijgen. Tijdens de terugtocht wierpen Williams mannen zo veel mogelijk wegblokkades op. Ook de verschillende bruggen werden verbrand in de hoop dat de opmars van Nelson vertraagd kon worden. Bij het vallen van de avond en door het verslechterende weer besloot Nelson zijn kamp op te zetten voor de komende nacht. Ondertussen hadden Williams en zijn mannen Abingdon in Virginia bereikt op 9 november. Sill’s eenheden arriveerden te laat om enig verschil te kunnen maken. Wel vonden er nog schermutselingen plaats met terugtrekkende Zuidelijke eenheden rond Pikeville op 9 november. De Noordelijken hadden hun greep om de bergen van Kentucky versterkt.

## Bron
- National Park Service - Ivy Mountain